# 中華民國—南非關係
中華民國與南非共和國（通稱南非、斐）於1912—1997年有官方外交關係。雙方原先為領事關係，後於1976年建交，升格為大使級。斷交後，於對方首都互設具大使館功能的代表機構。

## 政治

### 外交

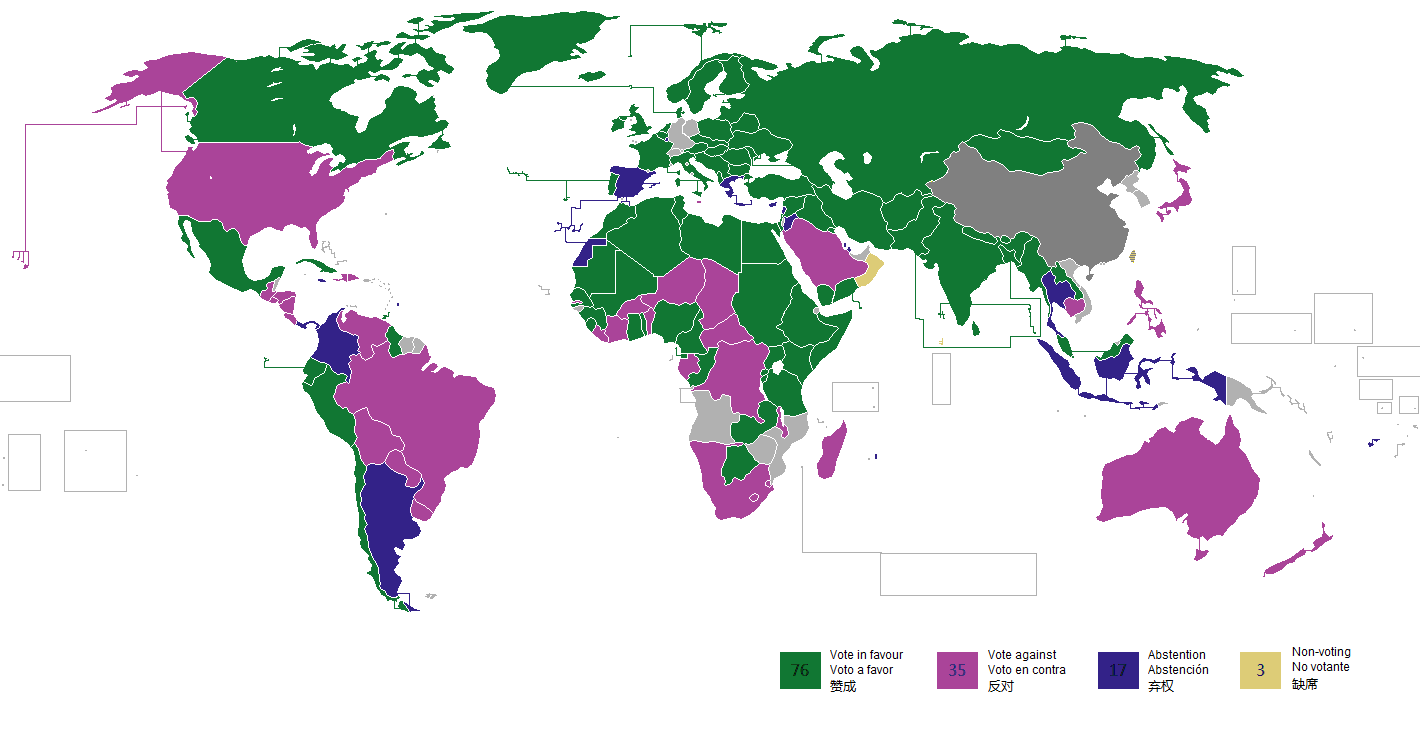
紫色國家表示在1971年的投票中支持中華民國續留聯合國，即《聯合國大會2758號決議》，其中包括南非以及受託管、非主權國家的西南非洲（今納米比亞）

1919年，中華民國於約翰尼斯堡設立駐南斐洲總領事館，總領事由前清廷任命的大清國駐南斐洲總領事劉毅繼續擔任。1932年6月14日，更名為駐約翰尼斯堡總領事館。
1949年，中華民國政府遷台後，兩國繼續維持關係。雖然南非支持中華民國續留聯合國，但自中華民國退出聯合國之後，兩國關係逐漸冷淡，後南非因中華人民共和國支持阿扎尼亞泛非主義者大會而又向中華民國靠攏。在南非实行种族隔离期间，中華民國是唯三仍然与南非维持外交关系的亚洲国家（另外两国为日本和以色列）。
1967年，南非設立駐臺北總領事館，並派駐總領事。
1974年，中華民國在南非設立商務專員處。
1976年4月26日，兩國關係提升至大使級。於行政首都普利托利亞設立中華民國駐南非共和國大使館；於首都台北設立南非共和國駐華大使館，並互派大使。而雙方當時處於類似的處境，中華民國駐南非大使楊西崑說：「南非與我國（中華民國）皆共同參與反共陣線，我們支持資本主義、民主主義以及自由主義」。
1980年10月13日，南非總理波塔伉儷抵台訪問，由行政院長孫運璿接機；10月15日與總統蔣經國會晤，蔣並代表中華民國政府頒贈特種大綬卿雲勳章予波塔。兩人並共同校閱中華民國海軍。同年行政院院長孫運璿亦訪問南非。

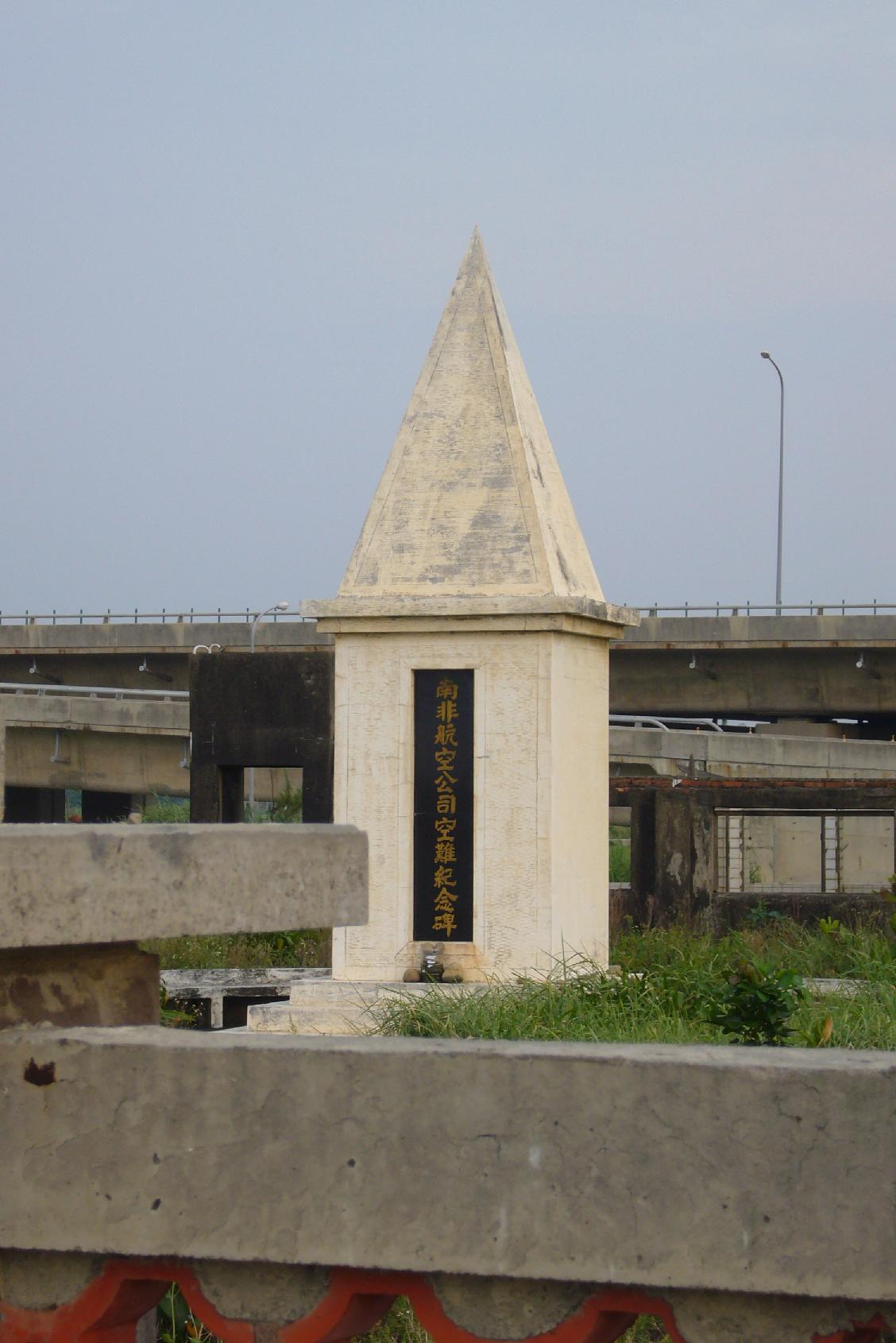
位於台灣桃園國際機場附近海邊的南非航空295號班機紀念碑。

1987年11月28日，南非航空295號班機自台灣中正國際機場起飛前往南非約翰尼斯堡途中，於模里西斯東南250公里的印度洋上空起火並墜毀，機上159人全數罹難。起火原因至今不明，由於當時的南非和當時中華民國政府在軍事、政治上往來密切，因此一度傳出機上挾帶了核子物質或軍火而導致空難的說法。但皆未能證實。事後，航空公司應罹難者家屬的要求，在中正機場附近的竹圍海水浴場興建了紀念碑。
1993年7月，甫獲釋的南非黑人民權領袖曼德拉抵台訪問，與總統李登輝會晤。李登輝代表中華民國政府頒贈特等大授景星勳章予曼德拉。
1994年5月10日，總統李登輝訪問南非，參加曼德拉的總統就職典禮並與其會晤，李登輝承諾全力支持南非新政府推動「重建暨發展計畫」；曼德拉則保證，除非中華民國做出對不起南非之事，否則南非將不會與中華民國斷交。
1996年6月30日，南非外交部長恩佐率領「事實考察團」抵台訪問，重申與中華民國維持外交關係的堅定立場，但亦表示希望維持並加強與海峽兩岸的友好關係；中華民國則重申全力支持「重建暨發展計畫」，對南非希望與中共發展關係的立場亦表示瞭解，但強調南非加強與海峽兩岸關係的立場不應以犧牲兩國外交關係為條件。11月27日，受到南非共產黨等國內親中派影響的南非政府表示將與中華民國斷交，且將於1998年1月與中華人民共和國建交。
對於南非斷交的決定，中華民國外交部長章孝嚴於1996年12月3日前往南非進行嚴正交涉，但南非方面僅稱將與中華民國維持「外交關係以外之最高層級關係」（the highest possible level of representation short of full diplomatic recognition），並未提出具體辦法。中華民國政府於是採取3項因應措施：召回駐南非大使、中止兩國間大部分合作及援助計畫、兩國間的有效條約及協定，多數予以中止。此後，兩國又舉行第2、3次高層會談，以及外交部官員的12次工作階層會談，在談判過程中，兩國對於「外交關係以外之最高層級關係」的看法，在認知上有相當大差距。最後，為繼續維持兩國間的實質關係與共同利益，於1997年底就新關係達成協議，並自1998年1月1日起，於對方首都互設具大使館功能的代表機構。
1997年11月18日，在南非與中華民國斷交前夕，白曉燕命案的主嫌陳進興闖入南非駐華武官卓懋祺上校家中，並要求接受外國記者訪問，使整件事情升高成為國際事件。
1997年12月31日，中華民國外交部常務次長鄭文華召見南非駐華大使史寇茲（Cornelius Van Niekerk Scholtz），對於南非即將與中華人民共和國建交，並接受「一个中国」原則提出最強烈抗議，宣布終止與南非的外交關係。史寇茲則說明與其建交是基於國際政治考量，南非是主權獨立國家，未來雙邊關係不會被其左右。
1998年1月1日，南非總統曼德拉正式承認中華人民共和國，建立大使級外交關係，中華民國與南非斷交，而曼德拉亦頒贈南非最高榮譽勳章予受到斷交影響離任的中華民國駐南非大使陸以正並親自送機。斷交後，中華民國終止了對南非的經濟、建設援助。
2020年7月30日，前中華民國總統李登輝逝世，前南非總統戴克拉克表示哀悼。

#### 人員互訪（1980年至今）：
僅列舉部分名單
中華民國：總統李登輝、前副總統呂秀蓮、行政院長孫運璿、司法院長翁岳生、行政院副院長林洋港、徐立德、政務委員黃昆輝、外交部長錢復、章孝嚴、國防部長蔣仲苓、經濟部長林義夫、法務部長施啟揚、外交部政務次長房金炎、李大維、高英茂、柯森耀、經濟部政務次長卓士昭、衛生福利部政務次長林奏延、僑務委員會委員長焦仁和、張富美、吳英毅、環境保護署長郝龍斌、農業委員會主任委員陳保基、金融監督管理委員會主任委員陳裕璋、體育委員會主任委員陳全壽、臺北市議會議長吳碧珠。
南非：總統／前總統戴克拉克（舊譯狄克勒）、總理波塔、黑人民權領袖曼德拉、總統諮議院主席郝里夫（J. W. Greff）、國民議會議長勒赫朗西、國民議會外交委員會主席蘇特納、外交部長鮑達、恩佐、外交部次長巴哈得、農業部長狄維里、衛生部長范德、查芭拉-姆西曼、獄政部長史考撤那（Ben Skosana）、全國教育部長狄克勒、礦業暨能源部長狄克勒、藝術文化暨科技部長姆查理（Linoel Mtshali）、空軍總司令克里爾、西開普省長莫克（G. N. Morkel）、普利托利亞市長史瓦那波（Karel Swanepoel）、開普敦市長索羅夢（Theresa Solomon）、茨瓦內市長席曼格、大主教屠圖、非洲民族議會副主席席蘇魯。

### 代表機構
1998年1月1日，中華民國在南非行政首都比勒陀利亞設立具大使館功能的駐南非共和國臺北聯絡代表處。另於第1、第2、第3大城分別設立具領事館功能的駐約翰尼斯堡台北聯絡辦事處（2009年10月31日關閉）、駐開普敦臺北聯絡辦事處、駐德班台北聯絡辦事處（1998年7月6日關閉）；南非亦同時在台北設立具大使館功能的南非聯絡辦事處。

#### 駐南非代表處遷址與更名事件
2023年12月，南非国际关系与合作部（即外交部）以口頭方式要求駐南非共和國臺北聯絡代表處迁出首都比勒陀利亞。2024年4月，正式致送節略要求半年內遷至第1大城與經濟中心的約翰尼斯堡。10月7日，以電郵再次致送節略，要求于10月30日前完成搬遷，否則關閉運作，并拒绝就此事协商。对此，中華民國政府表示将不排除基于对等原则要求南非联络办事处迁出首都台北市等手段加以应对。10月21日，中華民國外交部長林佳龍表示「沒有要搬」，南非不能片面毀約。10月29日，外交部表示南非政府願依循既有官方溝通管道進行協商。11月26日，南非政府撤銷搬遷期限，代表處正常運作。2025年1月下旬，南非政府再度致函代表處，要求駐處於3月底前搬離普利托利亞，且試圖將駐處降級更名為「貿易辦事處」，外交部則召見南非新任駐台代表Zakhele Mnisi，表達嚴正關切。3月5日，南非外交部官網逕自將代表處降級更名為「駐南非共和國台北商務辦事處」（Taipei Commercial Office in the Republic of South Africa），中華民國外交部於16日指示亞西及非洲司與駐處向南非政府嚴正抗議，重申南非配合中國打壓台灣，以《聯合國大會第2758號決議》與「一個中國」政策逼迫遷處令人無法接受，並敦促南非儘速與台灣進行討論。3月25日，外交部表示已就建議時地、人員組成與協議簽署方式等細節提出協商要求，尚待南非政府回覆。5月16日，外交部長林佳龍對於南非外交部官網擅自將駐處地址改為約翰尼斯堡，並刪除駐南非代表的欄位，表示不予承認。7月21日，南非外交部發布名為「台北駐南非聯絡代表處地位」的公告，位於普利托利亞的代表處於3月31日後不再受到承認，自4月1日起改承認在約翰尼斯堡，並將2駐處更名為「駐約翰尼斯堡台北商務辦事處」與「駐開普敦台北商務辦事」，且再次援引《聯大第2758號決議》與「一中政策」。中華民國外交部重申不接受，亦將視情形採取因應反制作為。

## 經濟

### 貿易
中華民國對外貿易發展協會（外貿協會）於南非第1大城約翰尼斯堡設立台灣貿易中心。經濟部國際貿易署也在約翰尼斯堡設立駐南非代表處經濟組。
兩國貿易具有互補性質，南非是中華民國的煤、鈾、鐵等礦產重要供應國，亦是在非洲地區的首要市場與貿易據點。
1970年，兩國的總貿易額達到70萬美元。
1972年，兩國的總貿易額達到570萬美元，如此快速增長的主因是南非出口玉米至中華民國。
1975年，中華民國與南非簽訂貿易協定。
1980年代，雙方的貿易關係快速成長，例如1986年貿易額為5億4,600萬美元，隔年1987年貿易額為9億1,100萬美元，總共成長約67%。
1985年，南非出口至中華民國的貨品為金屬礦物，佔其出口的69%；而由中華民國出口至南非的貨品為紡織品與機械設備為主，分別佔了27%與22%。與此同時，中華民國、新加坡、與南韓開始大量投資南非。
1989年，雙方對於對方公民所發出的商務簽證達到2,000張／年，是所有國家中最多者。
2012年6月16日，經濟部國際貿易局委託外貿協會與54家台灣業者執行「游龍專案」，籌組「2012年非洲南撒哈拉拓銷團」。共前往南非、坦尚尼亞、烏干達、安哥拉，是台灣歷來拓銷非洲最大團。
| 年分 | 貿易總額      | 貿易總額 | 貿易總額 | 出口至南非  | 出口至南非 | 出口至南非 | 自南非進口    | 自南非進口 | 自南非進口 | 順逆差  |
| 年分 | 金額          | 年增減   | 排名     | 金額        | 年增減     | 排名       | 金額          | 年增減     | 排名       | 順逆差  |
| ---- | ------------- | -------- | -------- | ----------- | ---------- | ---------- | ------------- | ---------- | ---------- | ------- |
| 2017 | 1,574,629,780 | ▲26.9%   | 34       | 626,102,687 | ▲6.8%      | 33         | 948,527,093   | ▲45.0%     | 33         | 逆差▲   |
| 2018 | 1,732,246,854 | ▲10.0%   | 32       | 694,297,290 | ▲10.9%     | 33         | 1,037,949,564 | ▲9.4%      | 32         | 逆差▲   |
| 2019 | 1,147,095,846 | ▼33.8%   | 41       | 580,245,769 | ▼16.4%     | 35         | 566,850,077   | ▼45.4%     | 40         | 順差 -- |
| 2020 | 955,810,567   | ▼16.7%   | 39       | 460,834,566 | ▼20.6%     | 36         | 494,976,001   | ▼12.7%     | 41         | 逆差 -- |
| 2021 | 1,582,083,705 | ▲65.5%   | 39       | 567,689,074 | ▲23.2%     | 39         | 1,014,394,631 | ▲104.9%    | 34         | 逆差▲   |
| 2022 | 2,303,513,770 | ▲45.6%   | 33       | 753,130,239 | ▲32.7%     | 36         | 1,550,383,531 | ▲52.8%     | 31         | 逆差▲   |
| 2023 | 1,804,955,439 | ▼21.6%   | 35       | 552,660,339 | ▼26.6%     | 39         | 1,252,295,100 | ▼19.2%     | 32         | 逆差▼   |
| 2024 | 1,485,733,059 | ▼17.7%   | 37       | 676,484,453 | ▲22.4%     | 33         | 809,248,606   | ▼35.4%     | 37         | 逆差▼   |

2023年的兩國貿易項目如下：
出口至南非的前10大項目為：熱軋之铁或非合金鋼扁軋製品；電話機（包括智能手机），以及其他傳輸或接收聲音、圖像之有線或无线网络通訊器具；冷凍魚；苯乙烯之聚合物；機動車輛所用之零件與附件；鋼鐵製螺釘、螺栓、螺帽、螺旋鈎、車用螺釘、鉚釘、橫梢、開口梢、墊圈與類似製品；不鏽鋼扁軋製品；聚縮醛、环氧树脂、醇酸樹脂、聚碳酸酯、聚丙烯酯與其他聚酯、聚醚；非動力之兩輪與其他自行車；自動資料處理機、磁性或光學閱讀機等。
自南非進口的前10大項目為：煤、煤磚、煤球與煤製類似固體燃料；玉蜀黍；小客車與其他主要設計供載客之機動車輛；鐵合金；載貨用機動車輛；貴金屬礦石及其精砂；铁或非合金鋼之半製品；鉑族金屬；丙烯或其他烯烃之聚合物；生鐵與鏡鐵等。
南非對中華民國的聚氯乙烯產品課徵反倾销税，稅率22.6%，自2018年12月14日公告續課5年，至2023年12月13日。

### 投資
1987年，中華民國在南非投資金額達到1億美元。
大部分臺商於1994年南非新政府成立之前即前往投資，以中小型企業為主。1998年兩國斷交後，臺商在南非的新投資案極少。1990年代在南非的臺商達到2,000家，但由於南非勞工薪資不斷提高、罷工事件頻傳、電價大幅上揚、政府效率不彰、治安不佳等因素導致臺商的投資風險提升，以致於不斷從南非遷廠或撤資，至2023年僅存約450家，總投資金額約20億美元。臺商大部分集中在约翰内斯堡、德班、大新堡、東倫敦、開普敦等地區。
投資產業多數為汽車組裝、成衣、毛衣編織、一般塑膠製品、製鞋、電子與電器等制造业為主。其餘為經營零售、珠寶販賣、房地产、餐飲、個人融資、旅行社、小型超市等商業與服務業。另有從事蘭花、果園、蔬菜種植、水產養殖等农业。在製造業中，以從事紡織成衣的家數較多、具重要地位，目前在南非經營紡織成衣的臺商約有60家，主要分布於大新堡、德班、雷地史密斯、東倫敦等地，僱用超過5,000人，其中德隆纖維與台元紡織較具規模，各僱用員工約1,200人與800人。據估計臺商在南非僱用員工總人數約4萬人。而鴻友科技與南洋電纜（South Ocean Holdings Ltd.）是約翰尼斯堡證券交易所的上市公司，臺灣銀行在南非設有分行，長榮海運亦設有據點。最新的投資案是中興電工（CHEM Group）在Dube經濟特區設廠生產氫燃料电池，供應南非與非洲市場。
根據中華民國經濟部投資審議司統計，截至2023年，南非前往臺灣的總投資金額約3,330萬美元，計有161件。主要為批發、土石採取、金融保險等，占總外來投資的0.01%。

### 會展
兩國自1998年起在臺北與比勒陀利亞輪流舉行「臺斐經貿諮商會議」，至2022年已舉行第14屆；自1999年起舉行「臺斐雙邊論壇會議」，至2020年已舉行11屆；自2011年起舉行「臺斐民間經濟聯席會議」，至2021年已舉行第4屆；自2013年起舉行「臺斐農林漁聯合工作委員會」，至2021年已舉行第4屆。

### 組織
目前已成立非洲臺灣商會聯合總會（包括、肯尼亚、莱索托、马拉维、乌干达、史瓦帝尼、科特迪瓦、纳米比亚、坦桑尼亚、奈及利亞、毛里求斯等臺商會）、約堡臺灣商會、豪登省臺灣商會、大新堡臺灣商會、自由省臺灣商會、那他省臺灣商會、北開普省臺灣商會、東開普省臺灣商會、開普敦臺灣商會、青商會等。

## 交流

### 軍事
中華民國與南非的軍事合作關係在當時相當緊密。1980年，中華民國與南非達成協定：在六年之內運送4,000噸的鈾至南非，進行中華民國、南非及以色列的三方核能技術交流。

### 僑民
華裔南非人散居於南非各處，他們的祖先移民至南非可追溯到荷蘭建立開普殖民地時期，然而有些臺商則是在種族隔離政策時代由臺灣移居至南非。在種族隔離制度廢除後南非治安逐漸敗壞，目前在南非的華僑已大減。2000年，華僑人數約2萬8,000人，臺灣僑民約1,2000人。至2017年，臺灣僑民約8,000人，傳統僑社僑民約2,000人。

#### 南非裔入籍台灣者
台灣媳婦露易莎（原籍南非）、南非職業歌手羅茨（Mari Lotz）等人。

### 援助
南非依據兩國間的合作專案，曾多年派員參加台灣各有關機關協辦的多項經貿訓練班、海外職訓師訓練班、土地改革訓練班、國際租稅班等。1994年，在南非新政府成立後，中華民國即協助設立職訓中心、蔬菜訓練中心、中小企業信貸保證基金；以及推動小農計畫、社區森林計畫、退除役官兵輔導計畫、培訓創業青年計畫、邊遠地區開鑿水井計畫、土地改革訓練與技術及教育改革計畫等。但在南非總統曼德拉宣布1998年1月與中華人民共和國建交後，即於1996年12月5日起中止大部分的合作計畫及援助案。
2020年5月，對於2019冠状病毒病疫情在全球擴散，中華民國捐贈南非5萬片醫療用口罩，協助第一線醫護人員對抗疫情。

### 學術
中華民國外交部提供「臺灣獎學金」、教育部則提供「華語文獎學金」，以及各類講習班名額給與南非官員與學生赴台進修，促進雙邊文教、技訓交流。

## 協定
| 日期           | 簽署 | 備註         |
| -------------- | --- | ------------ |
| 1975年2月26日  | 《中華民國政府與南非共和國政府間貿易協定》 | 以下簡稱中斐 |
| 1975年10月7日  | 《中斐玉米貿易協定》 |              |
| 1977年1月11日  | 《中華民國郵政局與南非共和國郵政局互換郵政包裏協定》                                                                                                |              |
| 1978年1月26日  | 《中斐相互漁業關係之協定》 |              |
| 1979年10月29日 | 《中華民國經濟部中央標準局與南非共和國標準局技術合作協定》                                                                                          |              |
| 1980年3月11日  | 《中斐雙邊空中運輸業務協定》 《中斐航海互惠協定》 《中斐互免海空運輸事業所得稅協定》                                                                | [ 註 4 ]     |
| 1980年3月12日  | 《中斐科學暨技術合作協定換文》 |              |
| 1980年3月18日  | 《中華民國國家科學委員會與南非共和國科學暨工業研究委員會科技合作交換合約》                                                                          |              |
| 1982年2月5日   | 《中斐農業科學暨技術合作協定換文》 |              |
| 1983年2月4日   | 《中斐氣象合作協定換文》 |              |
| 1983年3月28日  | 《中斐醫藥研究合作交換協定》 |              |
| 1983年5月19日  | 《中斐共同遵守一九六九年國際船舶噸位丈量公約》 |              |
| 1983年9月26日  | 《中斐人文及社會科學研究合作交換協定》 |              |
| 1985年4月22日  | 《中斐礦業與能源合作協定》 |              |
| 1987年10月30日 | 《中斐引渡條約》 | [ 註 5 ]     |
| 1988年1月12日  | 《中斐為提供醫護人員進行訓練之醫療合作協議》 |              |
| 1988年4月25日  | 《中斐農業科技人員交換訪間辦法（依據一九八二年二月五日簽訂之農業科學暨技術合作協定）》                                                              |              |
| 1989年6月15日  | 《中斐人口發展合作協定》 |              |
| 1989年6月19日  | 《中斐文化協定》 |              |
| 1990年1月29日  | 《中華民國農業委員會與南非共和國農業發展部間植物品種交換辦法》 《（中華民國）農業委員會與（南非共和國）農業發展部間農業科技人員暨機構合作聯繫辦法》 |              |
| 1991年2月4日   | 《中華民國工業技術研究院與南非共和國科學與工業技術研究院間國家量測標準相互認可協定》                                                                |              |
| 1991年7月11日  | 《中華民國國家科學技術發展基金委員會與南非共和國研究發展基金會間雙邊科學合作協定》                                                                  |              |
| 1991年7月31日  | 《中華民國對外貿易發展協會與南非商會間實施中斐貨品暫准通關證制度議定書》                                                                            | [ 註 6 ]     |
| 1991年11月15日 | 《中斐促進投資合作協定》 |              |
| 1993年11月6日  | 《中華民國實驗室認證體系與南非共和國校正體系間校正服務相互認可技術諒解》                                                                            | [ 註 7 ]     |
| 1994年2月14日  | 《中斐避免所得稅雙重課稅及防杜逃稅協定》 |              |
| 1994年9月29日  | 《中華民國原子能委員會與南非原子能公司關於原子能和平使用合作協定》                                                                                  |              |
| 1995年12月7日  | 《中斐設立職業訓練中心技術協助協定》 |              |
| 1996年8月29日  | 《中斐關於設置南非社區森林計畫協定》 《中斐教育援助瞭解備忘錄》                                                                                     |              |
| 1996年9月2日   | 《中斐保育瀕臨絕種物種技術合作協定》 |              |
| 2003年2月21日  | 《駐南非共和國臺北聯絡代表處與駐台北南非聯絡辦事處間警政合作瞭解備忘錄》                                                                            | 以下簡稱台斐 |
| 2006年9月15日  | 《臺灣金融監督管理委員會與南非共和國金融服務署關於資訊交換合作及諮詢瞭解備忘錄》                                                                    |              |
| 2009年10月23日 | 《中華民國經濟部中小企業處與南非貿易工業部中小企業發展局協議備忘錄》                                                                                |              |
| 2010年12月     | 《臺斐民間經濟合作備忘錄》 | [ 72 ]       |
| 2013年4月14日  | 《臺斐農林漁業合作協議》 |              |
| 2013年7月24日  | 《台斐藝術及文化合作協議》 《台斐刑事司法互助協議》                                                                                                 |              |
| 2015年8月1日   | 《台斐司法合作協議》 |              |
| 2021年11月25日 | 《中華民國對外貿易發展協會與南非企業聯合總會合作備忘錄》 《台灣非洲經貿協會與南非企業聯合總會合作備忘錄》                                           | [ 63 ]       |

## 簽證

持中華民國護照的中華民國國民簽證要求分布圖：入境南非需要簽證。

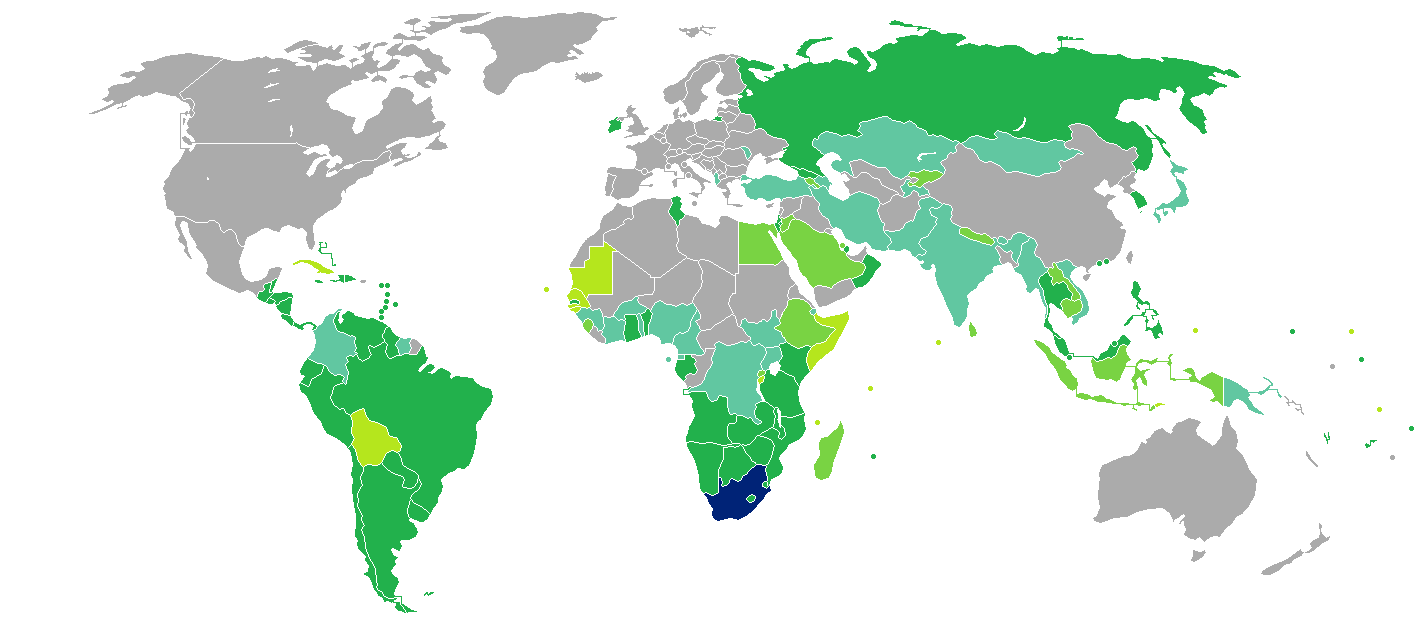
持南非護照的南非人口簽證要求分布圖：入境中華民國需要簽證。

兩國國民皆須申請簽證方可入境對方國家。持中華民國護照的中華民國國民須先行致電在台北的南非聯絡辦事處預約辦理時段，並親自前往辦理簽證。18歲以下未成年人入出境南非海關時，須出示完整出生證明。經由南非國際機場轉機前往鄰國（莱索托、史瓦帝尼、莫桑比克、辛巴威、波札那、纳米比亚），不需申辦南非過境簽證；若出機場再轉搭陸上交通工具前往鄰國，因已實際入境南非，故須申辦南非簽證。
持南非護照的南非國民抵台參加由中央政府機關主辦、協辦或贊助之國際會議、運動賽事、商展或其他活動，可以電子簽證入境中華民國，停留最多30天並不得延期。

## 交通

### 航空

#### 客運
兩國無直航班機，可經由（不計航點遠近，截至2023年6月30日）：
- 台北→北京-首都、深圳、香港（*2023年8月1日復航南非）、新加坡、杜拜、伊斯坦堡、雪梨、倫敦、巴黎、慕尼黑（季節性飛南非）、法蘭克福、阿姆斯特丹，再轉機前往南非的國際機場。
- 臺中→深圳[註 8]、香港*→南非。
- 台南→香港*→南非。
- 高雄→北京-首都、深圳、香港*、新加坡→南非。

### 駕車
持有中華民國國際駕駛執照、中華民國汽車駕駛執照（外交部領事事務局英文譯本）可在南非駕車；若無兩者，則必須具有南非永久居留權，並經筆試及路試後取得南非駕駛執照。

## 外部連結
| - 中華民國外交部－南非共和國簡介 （页面存档备份，存于） - 駐南非共和國台北聯絡代表處（Facebook、Twitter、僑務組） - 駐開普敦辦事處（Facebook、Twitter、僑務秘書） - 外交部領事事務局－國外旅遊警示分級表 - 中華民國衛生福利部－國際旅遊疫情建議等級 - 中華民國國際經濟合作協會 （页面存档备份，存于） - 約翰尼斯堡台灣貿易中心 | - 南非聯絡辦事處（Facebook） - 非洲駐台經貿聯合辦事處 |